# Orcemont
Orcemont település Franciaországban, Yvelines megyében. Lakosainak száma 983 fő (2022. január 1.). Orcemont Gazeran, Orphin, Prunay-en-Yvelines, Rambouillet és Sonchamp községekkel határos.

## Népesség
A település népességének változása:
| Lakosok száma | 865  | 948  | 1012 | 1004 | 1008 | 1020 | 1007 | 995  | 983  |
|               | 2013 | 2015 | 2016 | 2017 | 2018 | 2019 | 2020 | 2021 | 2022 |